# William Zouche
Pour les articles homonymes, voir William la Zouche.
William Zouche (ou de la Zouche), né vers 1293 et mort le 19 juillet 1352, est un ecclésiastique anglais devenu archevêque d'York.

## Biographie
Son père Roger de la Zouche est originaire du Leicestershire. Il meurt en 1302, alors que William a à peine dix ans.
Zouche entre au gouvernement du roi Édouard III en 1329. Il devient Lord du sceau privé en 1335 puis Lord grand trésorier de 1337 à mars 1338 et de décembre 1338 à mai 1340.
Zouche devient archidiacre de Barnstaple en 1329, archidiacre d'Exeter le 12 juillet 1330 et enfin diacre d'York en 1336.
Après la mort de William Melton le 5 avril 1340, le titre d'archevêque d'York devient vacant. Édouard III souhaite que son successeur soit son secrétaire William de Kildesby mais c'est Zouche qui est élu le 2 mai. Édouard tente de bloquer l'élection mais le pape Clément VI la valide le 7 juillet 1342.
Zouche est en disgrâce après son élection. Il ne regagne la confiance du roi qu'en 1346, lorsqu'il bat et capture le roi David II d'Écosse à la bataille de Neville's Cross. Édouard lui en est extrêmement reconnaissant et le nomme Gardien des Marches.
En 1349, lors de l'épidémie de Peste noire à York, Zouche est chargé par le pape de consacrer de nouvelles tombes.